# Scytalopus zimmeri
Scytalopus zimmeri е вид птица от семейство Rhinocryptidae.

## Разпространение
Видът е разпространен в Аржентина и Боливия.